# Thelesfoor Buyssens
Thelesfoor/Télésphorus/Telesfoor Buyssens (Reningelst, 1879 - Borgerhout, 1945) was een man die één boek publiceerde in 1928. Langage et pensée, vie et matière : nouvelles hypothèses is de uitkomst van een levenslange hunkering om zich intellectueel te ontplooien. 

## Leven
Thelesfoor Buyssens werd geboren in 1879 als zoon van een West-Vlaamse moeder uit Poperinge en vader, een douanemedewerker, uit Doornik. Op 3-jarige leeftijd verhuisde hij met zijn familie naar Antwerpen, waar Thelesfoor naar school ging en snel het West-Vlaamse dialect wisselde voor het Antwerpse. Op 7-jarige leeftijd verhuisde ze naar de Antwerpse Kempen omdat de vader een bevordering had gekregen in zijn administratieve carrière. In 1887 gingen ze echter terug naar Antwerpen, waar Thelesfoor onderricht werd in het Frans, waar hij zich helemaal op toelegde en ook in 1891 een avondcursus van de stad zelf volgde. In hetzelfde jaar begon hij zijn studies aan het atheneum waar hij ook Duits leerde. Een jaar later begon hij ook aan een speciale opleiding voor Engels, ook georganiseerd door de stad. Op 13-jarige leeftijd was Thelesfoor al goed onderricht in talen en was hard aangetrokken tot taalkundige zaken. Later begon hij zich ook te interesseren in kunst. Hij schreef op 1 december 1900 naar aanleiding van deze interesses een werk genaamd Introduction à l'étude de Rubens, dat handelde over het probleem van het parallellisme tussen de economische en artistieke evolutie bij het Vlaamse volk. Zijn interesse in kunst werd verder gezet en hij bezocht verschillende musea in Brussel; de driejaarlijkse tentoonstellingen in Antwerpen, Brussel en Gent; een expositie in Antwerpen over Antoon van Dyck; een Gotische tentoonstelling in Brugge; de musea van Parijs, Amsterdam, Den Haag en Dresden.
Na zijn studies werd hij spoorwegarbeider. Later legde hij zich buiten kunst en talen ook toe op verschillende wetenschappen als zoölogie, plantkunde, astronomie, natuurkunde en scheikunde. Tegen het einde van 1910, na vele jaren zwaar werk aan de spoorwegen, kreeg Thelesfoor een reuma-aanval die een aantal weken duurde. Midden 1911 kon hij het niet meer aan door een nerveuze ziekte en moest hij al zijn intellectueel werk stilleggen om nog door te kunnen gaan met werken. Na een jaar hydrotherapie begon hij langzaamaan terug met zijn interesses te bestuderen. Een maand voor de oorlog uitbrak in 1914 was hij volledig hersteld.
Na het bombardement op Antwerpen in oktober 1914 verhuisde hij naar Gent. Door de invasie werd hij later genoodzaakt naar de zee te gaan om uiteindelijk met zijn familie te vluchten naar Rouen, Frankrijk. Daar vond hij een baan aan de spoorwegen. In februari 1916 moest hij naar de Belgische basis in Calais, later in juli vertrok hij naar het Belgische front. Na de oorlog maakte hij zijn weg terug naar Antwerpen waar hij benoemd werd tot stationschef en verantwoordelijk werd voor een divisie in de haven. Zijn huis was tijdens de oorlog twee keer beroofd geweest, na Thelesfoor terug introk in zijn woning hield hij een grote verzameling papierwerk bij.
Hij huwde Thérèse Levering, een kleermaakster waarmee hij een zoon, Thelesphore Junior Buyssens kreeg. Zijn vrouw pleegde in 1918 zelfmoord in Calais. Na de oorlog huwde hij met Käthe Berzborn met wie hij in 1923 een tweede zoon, Norbert Buyssens kreeg.

## Werk
- Langage et pensée, vie et matière : nouvelles hypothèses, Brasschaat, 1928. [1]